# Bârnova (okręg Jassy)
Bârnova – wieś w Rumunii, w okręgu Jassy, w gminie Bârnova. W 2011 roku liczyła 1468 mieszkańców.